# Colombia en los Juegos Suramericanos de 2010
Los novenos Juegos Suramericanos se realizaron en la ciudad de Medellín, Colombia entre el 17 y el 30 de marzo de 2010. A los juegos asistieron 3.751 deportistas acreditados. La delegación de Colombia fue la más numerosa de los juegos con un total de 644 participantes. Seguida por Brasil, Argentina, Chile y Venezuela con 573, 563, 456 y 451 deportistas respectivamente.
La delegación de Colombia batió la marca del mayor número de medallas obtenidas por un país en una edición de los Juegos Suramericanos. Antes de los Juegos Suramericanos de Medellín 2010, la marca la tenía Brasil con 333 medalladas ganadas en los juegos de Brasil 2002 y Colombia obtuvo al final de las competiciones deportivas un total de 372 preseas.
La delegación colombiana dominó en las disciplinas de Patinaje, Ciclismo y Bolos. Los análisis mostraron que el logro fue gracias a un mejor nivel de planificación deportiva y entrenamientos más eficaces. Además de indicó que hubo una inversión 59% superior en el ciclo olímpico, permitiendo la contratación de sicólogos, mejores técnicos nacionales y extranjeros en las disciplinas de Tiro con arco, Boxeo, Judo y Lucha. El presidente del Comité Olímpico Colombiano, Baltazar Medina, comentó al respecto:

"...el hecho de ser locales, el apoyo de la gente, el esfuerzo de la organización para darnos todas las comodidades posibles y la unidad de toda la delegación, fue sin duda otro aspecto que influyó para ganar el título...Es una muestra de que el deporte de alto rendimiento del país viene progresando, porque los dirigentes dejamos de ser inmediatistas. Ahora trabajamos proyectos de mediano y largo plazo"
Baltazar Medina

## Medallero en Medellín 2010
Clara Juliana Guerrero Londono, Jercy Puello Ortiz y Manuel Hernando Otalora Ortiz fueron los deportistas colombianos con el mayor número de victorias en los juegos. Cada uno recibió seis medallas de oro en las disciplinas de Bolos, Patinaje y Bolos respectivamente.
El medallero de los Juegos Suramericanos de 2010 presenta todas las medallas entregadas a los deportistas ganadores de las competiciones disputadas en dicho evento, realizado en Medellín, Colombia.
Las medallas aparecen agrupadas por los Comités Olímpicos Nacionales participantes y se ordenan de forma decreciente contando las medallas de oro obtenidas; en caso de haber empate, se ordena de igual forma contando las medallas de plata y, en caso de mantenerse la igualdad, se cuentan las medallas de bronce. Si dos equipos tienen la misma cantidad de medallas de oro, plata y bronce, se listan en la misma posición y se ordenan alfabéticamente.
La fuente de la información proviene de la Organización de los IX Juegos Suramericanos Medellín 2010.

## Medallero
| Núm.  | País                  | Oro | Plata | Bronce | Total | Orden por Total |
| ----- | --------------------- | --- | ----- | ------ | ----- | --------------- |
| 1     | Colombia              | 145 | 125   | 104    | 374   | 1               |
| 2     | Brasil                | 129 | 119   | 101    | 349   | 2               |
| 3     | Venezuela             | 89  | 80    | 96     | 265   | 3               |
| 4     | Argentina             | 57  | 73    | 107    | 237   | 4               |
| 5     | Chile                 | 25  | 32    | 52     | 109   | 5               |
| 6     | Perú                  | 19  | 18    | 33     | 70    | 7               |
| 7     | Ecuador               | 16  | 21    | 59     | 96    | 6               |
| 8     | Bolivia               | 2   | 1     | 8      | 11    | 10              |
| 9     | Uruguay               | 1   | 8     | 4      | 13    | 8               |
| 10    | Paraguay              | 1   | 7     | 4      | 12    | 9               |
| 11    | Guyana                | 1   | 1     | 2      | 4     | 11              |
| 12    | Antillas Neerlandesas | 1   | 0     | 3      | 4     | 11              |
| 13    | Aruba                 | 0   | 0     | 2      | 2     | 12              |
| 13    | Panamá                | 0   | 0     | 2      | 2     | 12              |
| 13    | Surinam               | 0   | 0     | 2      | 2     | 12              |
| TOTAL | TOTAL                 | 486 | 485   | 579    | 1550  |                 |

## Medallas de oro de Colombia
A pesar del buen desempeño de Colombia en la novena edición de los Juegos, no puedo quitarle a Brasil la marca del país con el mayor número de medallas de oro en una edición. En los juegos de Brasil 2002, Brasil obtuvo el mayor número de medallas ganadas en unos juegos con un total de 148 unidades doradas, mientras que Colombia obtuvo en Medellín 2010 un total de 144 Medallas de oro.
Fuente: El Tiempo - Periódico colombiano.
| Deporte               | Medallas de Oro | Deportista                                                               | Evento                           |
| Patinaje de velocidad | 23              |                                                                          |                                  |
| Patinaje de velocidad | 23              | Pedro Causil                                                             | 300 metros CRI                   |
| Patinaje de velocidad | 23              | Pedro Causil                                                             | 500 metros                       |
| Patinaje de velocidad | 23              | Andrés Felipe Muñoz                                                      | 1000 metros                      |
| Patinaje de velocidad | 23              | Jorge Luis Cifuentes                                                     | 10.000 m puntos                  |
| Patinaje de velocidad | 23              | Pedro Causil                                                             | 500 metros ruta                  |
| Patinaje de velocidad | 23              | Jorge Luis Cifuentes                                                     | 20.000 eliminación               |
| Patinaje de velocidad | 23              | Jorge Luis Cifuentes                                                     | Maratón                          |
| Patinaje de velocidad | 23              | Jorge Luis Cifuentes                                                     | 10.000 puntos eliminación        |
| Patinaje de velocidad | 23              | Óscar Cobo                                                               | 15.000 eliminación               |
| Patinaje de velocidad | 23              | Pedro Causil, Andrés Muñoz y Jorge Luis Cifuentes                        | Relevo 3.000 metros              |
| Patinaje de velocidad | 23              | Andrés Felipe Muñoz                                                      | 200 metros ruta                  |
| Patinaje de velocidad | 23              | Jercy Puello                                                             | 300 metros CRI                   |
| Patinaje de velocidad | 23              | Estefanía Cuervo                                                         | 500 metros                       |
| Patinaje de velocidad | 23              | Jercy Puello                                                             | 1000 metros                      |
| Patinaje de velocidad | 23              | Kelly Martínez                                                           | 10.000 m puntos ruta             |
| Patinaje de velocidad | 23              | Jercy Puello                                                             | 500 metros ruta                  |
| Patinaje de velocidad | 23              | Martha Lucía Ramíirez                                                    | 20.000 m eliminación             |
| Patinaje de velocidad | 23              | Kelly Martínez                                                           | Maratón                          |
| Patinaje de velocidad | 23              | Kelly Martínez                                                           | 10.000 m puntos eliminación      |
| Patinaje de velocidad | 23              | Martha Lucía Ramíirez                                                    | 15.000 eliminación               |
| Patinaje de velocidad | 23              | Jercy Puello, Kelly Martíinez y Martha L. Ramírez                        | Relevo 3.000 metros              |
| Patinaje de velocidad | 23              | Jercy Puello                                                             | 200 metros ruta                  |
| Patinaje de velocidad | 23              | Jercy Puello, Kelly Martíinez y Martha L. Ramírez                        | Relevo 5.000 metros ruta         |
| Ciclismo de Pista     | 16              |                                                                          |                                  |
| Ciclismo de Pista     | 16              | Cristian Tamayo                                                          | Velocidad                        |
| Ciclismo de Pista     | 16              | Juan Esteban Arango                                                      | Persecución individual           |
| Ciclismo de Pista     | 16              | Fabián Puerta                                                            | Kilómetro                        |
| Ciclismo de Pista     | 16              | Leonardo Narváez                                                         | Keirin                           |
| Ciclismo de Pista     | 16              | Carlos Alzate                                                            | Scratch                          |
| Ciclismo de Pista     | 16              | Carlos Urán                                                              | Omniun                           |
| Ciclismo de Pista     | 16              | Leonardo Narváez, Cristian Tamayo y Fabián Puerta                        | Velocidad equipos                |
| Ciclismo de Pista     | 16              | Weimar Roldán, Arles Castro, Edwin Ávila y Juan E. Arango                | Persecución por equipos          |
| Ciclismo de Pista     | 16              | Diana García                                                             | Velocidad                        |
| Ciclismo de Pista     | 16              | María Luisa Calle                                                        | Persecución individual           |
| Ciclismo de Pista     | 16              | Diana García                                                             | 500 metros                       |
| Ciclismo de Pista     | 16              | Lorena Vargas                                                            | Carrera por puntos               |
| Ciclismo de Pista     | 16              | Diana García                                                             | Keirin                           |
| Ciclismo de Pista     | 16              | Lorena Vargas                                                            | Scratch                          |
| Ciclismo de Pista     | 16              | Milena Salcedo y Diana García                                            | Velocidad equipos                |
| Ciclismo de Pista     | 16              | Natalia Muñoz, María L. Calle y Lorena Vargas                            | Persecución por equipos          |
| Bolos                 | 14              |                                                                          |                                  |
| Bolos                 | 14              | Manuel Otálora                                                           | Individual                       |
| Bolos                 | 14              | Jaime Gómez y Manuel Otálora                                             | Parejas masculino                |
| Bolos                 | 14              | Jaime Monroy, Jaime Gómez y Manuel Otálora                               | Tríos masculino                  |
| Bolos                 | 14              | Jaime Monroy, Jorge Romero, Jaime Gómez y Manuel Otálora                 | Equipo cuartas masculino         |
| Bolos                 | 14              | Manuel Otálora                                                           | Todo evento                      |
| Bolos                 | 14              | Manuel Otálora, Jaime Monroy, Jorge Romero y Jaime Gómez                 | Todo evento equipos              |
| Bolos                 | 14              | Jaime Gómez                                                              | Ronda de maestros                |
| Bolos                 | 14              | Clara Juliana Guerrero                                                   | individual                       |
| Bolos                 | 14              | Clara J. Guerrero y Rocío Restrepo                                       | Parejas femenino                 |
| Bolos                 | 14              | Laura Fonnegra, Clara J. Guerrero, Rocío Restrepo y Anggie Ramírez       | Equipos cuartas femenino         |
| Bolos                 | 14              | Clara Juliana Guerrero                                                   | Todo evento                      |
| Bolos                 | 14              | Laura Fonnegra, Clara J. Guerrero, Rocío Restrepo y Anggie Ramírez       | Todo evento equipos              |
| Bolos                 | 14              | Clara Juliana Guerrero                                                   | Ronda de maestros                |
| Bolos                 | 14              | David Romero y Anggie Ramírez                                            | Dobles mixtos                    |
| Atletismo             | 11              |                                                                          |                                  |
| Atletismo             | 11              | Isidro Montoya                                                           | 100 metros planos                |
| Atletismo             | 11              | Rafith Rodríguez                                                         | 800 metros planos                |
| Atletismo             | 11              | Juan Pablo Maturana                                                      | 400 metros vallas                |
| Atletismo             | 11              | Mauricio González                                                        | 5.000 mettros planos             |
| Atletismo             | 11              | Edder César Moreno                                                       | Lanzamiento de jabalina          |
| Atletismo             | 11              | Robin Mosquera                                                           | Salto Triple                     |
| Atletismo             | 11              | Javier Peña                                                              | 10.000 metros planos             |
| Atletismo             | 11              | Luis Núñez, Isidro Montoya, Álvaro Gómez y Diego Gallego                 | Relevo 4 x 100 hombres           |
| Atletismo             | 11              | María Lucely Murillo                                                     | Lanzamiento de jabalina          |
| Atletismo             | 11              | Ingrid Hernández                                                         | 20.000 metros marcha             |
| Atletismo             | 11              | Yenifer Padilla, Marcela Cuesta, Alejandra Idrobo y Yanet Largacha       | Relevo 4 x 400 mujeres           |
| Tiro con arco         | 8               |                                                                          |                                  |
| Tiro con arco         | 8               | Daniel Pacheco                                                           | Overall individual               |
| Tiro con arco         | 8               | Daniel Pacheco, Juan Carlos Echavarría y Diego Torres                    | Recurvo Equipo                   |
| Tiro con arco         | 8               | Natalia Sánchez                                                          | 30 metros recurvo                |
| Tiro con arco         | 8               | Sigrid Romero                                                            | 50 metros recurvo                |
| Tiro con arco         | 8               | Sigrid Romero                                                            | 70 metros rrecurvo               |
| Tiro con arco         | 8               | Natalia Londoño                                                          | 50 metros compuesto              |
| Tiro con arco         | 8               | Sigrid Romero                                                            | Overall recurvo                  |
| Tiro con arco         | 8               | Natalia Sánchez                                                          | Overall individual               |
| Saltos                | 7               |                                                                          |                                  |
| Saltos                | 7               | Juan Guillermo Urán                                                      | Trampolín 3 metros               |
| Saltos                | 7               | Miguel Ángel Reyes                                                       | Trampolín 1 metro                |
| Saltos                | 7               | Juan G. Urán y Víctor Ortega                                             | Tramplín 3 m. sincronizado       |
| Saltos                | 7               | Juan G. Urán y Víctor Ortega                                             | Plataforma sincronizado          |
| Saltos                | 7               | Diana Isabel Pineda                                                      | Plataforma 10 meros              |
| Saltos                | 7               | Diana Isabel Pineda                                                      | Tramppolín 1 metro               |
| Saltos                | 7               | Sara Bedoya y Carolina Murillo                                           | Plataforma sincronizado          |
| Halterofilia          | 7               |                                                                          |                                  |
| Halterofilia          | 7               | Sergio Rada                                                              | 56 kg                            |
| Halterofilia          | 7               | Diego Salazar                                                            | 62 kg                            |
| Halterofilia          | 7               | Yoni Andica                                                              | 77 kg                            |
| Halterofilia          | 7               | Wilmer Torres                                                            | 94 kg                            |
| Halterofilia          | 7               | Nísida Palomeque                                                         | 63 kg                            |
| Halterofilia          | 7               | Leidy Solis                                                              | 69 kg                            |
| Halterofilia          | 7               | Ubaldina Valoyes                                                         | 75 kg                            |
| Squash                | 6               |                                                                          |                                  |
| Squash                | 6               | Miguel Ángel Rodríguez                                                   | Individual                       |
| Squash                | 6               | Javier Castilla y Bernardo Samper                                        | Dobles                           |
| Squash                | 6               | Erik Herrera, Javier Castilla, Bernardo Samper y Miguel Rodríguez        | Equipos                          |
| Squash                | 6               | Catalina Peláez y Silvia Ángulo                                          | Dobles                           |
| Squash                | 6               | Karol González, Catalina Peláez y Silvia Ángulo                          | Equipos                          |
| Squash                | 6               | Anna Gabriela Porras y Miguel Ángel Rodríguez                            | Dobles mixto                     |
| Lucha                 | 6               |                                                                          |                                  |
| Lucha                 | 6               | Iván Duque                                                               | 60 kg greco                      |
| Lucha                 | 6               | Freddy Serrano                                                           | 55 kg libre                      |
| Lucha                 | 6               | Nelson García                                                            | 60 kg libre                      |
| Lucha                 | 6               | Gloria Rivas                                                             | 51 kg libre                      |
| Lucha                 | 6               | Jackeline Rentería                                                       | 59 kg libre                      |
| Lucha                 | 6               | Sandra Roa                                                               | 63 kg libre                      |
| Gimnasia artística    | 5               |                                                                          |                                  |
| Gimnasia artística    | 5               | Jorge Hugo Girraldo                                                      | Barras paralelas                 |
| Gimnasia artística    | 5               | Didier Lugo                                                              | Barra fija                       |
| Gimnasia artística    | 5               | Jorge Hugo Girraldo                                                      | Arzones                          |
| Gimnasia artística    | 5               | Jorge Hugo Girraldo                                                      | Sumatoria individual             |
| Gimnasia artística    | 5               | Catalina Escobar                                                         | Salto                            |
| Boxeo                 | 4               |                                                                          |                                  |
| Boxeo                 | 4               | Arlex Contreras                                                          | 48 kg                            |
| Boxeo                 | 4               | Céiver Ávila                                                             | 51 kg                            |
| Boxeo                 | 4               | Óscar Negrete                                                            | 54 kg                            |
| Boxeo                 | 4               | César Villarraga                                                         | 60 kg                            |
| BMX                   | 4               |                                                                          |                                  |
| BMX                   | 4               | Augusto Castro                                                           | Rueda 20 pulgadas                |
| BMX                   | 4               | Augusto Castro                                                           | Rueda 24 pulgadas                |
| BMX                   | 4               | Mariana Pajón                                                            | Rueda 20 pulgadas                |
| BMX                   | 4               | Mariana Pajón                                                            | Rueda 24 pulgadas                |
| Ciclismo de Ruta      | 4               |                                                                          |                                  |
| Ciclismo de Ruta      | 4               | Santiago Botero                                                          | Contrarreloj individual          |
| Ciclismo de Ruta      | 4               | Santiago Botero                                                          | Prueba ruta                      |
| Ciclismo de Ruta      | 4               | María Luisa Calle                                                        | Contrarreloj individual          |
| Ciclismo de Ruta      | 4               | Paola Madriñán                                                           | Prueba ruta                      |
| Ecuestre              | 4               |                                                                          |                                  |
| Ecuestre              | 4               | Eduardo                                                                  | Adiestramiento                   |
| Ecuestre              | 4               | Carlos Hernando Ramírez                                                  | Salto total                      |
| Ecuestre              | 4               | Diana Rey, César Torrente, Raúl Corchuelo y Eduardo Muñoz                | Adiestramiento equipo            |
| Ecuestre              | 4               | Carlos Ramírez, Rodrigo Díaz, Andrés Gamboa y Nicolás Toro               | Salto equipo                     |
| Judo                  | 4               |                                                                          |                                  |
| Judo                  | 4               | Luis Gabriel Montes y Glatenfer Ramírez                                  | Nage no kata                     |
| Judo                  | 4               | Diana velazco                                                            | 63 kg                            |
| Judo                  | 4               | Yuri Alvear                                                              | 70 kg                            |
| Judo                  | 4               | Equipo femenino                                                          | Judo equipos                     |
| Triatlón              | 4               |                                                                          |                                  |
| Triatlón              | 4               | Jorge Arias, Óscar Preciado y Hernán Darío Rubiano                       | Equipo distancia Olímpica        |
| Triatlón              | 4               | Ricardo Cardeño, Óscar Prreciado y Hernán Darío Rubiano                  | Equipo distancia sprint          |
| Triatlón              | 4               | Alejandra Vargas, Carolina Grimaldo y Carmenza Morales                   | Equipo distancia Olímpica        |
| Triatlón              | 4               | Alejandra Vargas, Carolina Grimaldo y Carmenza Morales                   | Equipo distancia sprint          |
| Karate                | 3               |                                                                          |                                  |
| Karate                | 3               | Andrés Rendón                                                            | 60 kg                            |
| Karate                | 3               | José Guillermo Ramírez                                                   | Kumite open                      |
| Karate                | 3               | Stella Urango                                                            | Kumite open                      |
| Ciclismo de Montaña   | 2               |                                                                          |                                  |
| Ciclismo de Montaña   | 2               | Leonardo Páez                                                            | Cross Country                    |
| Ciclismo de Montaña   | 2               | Laura Abril                                                              | Cross Country                    |
| Esgrima               | 2               |                                                                          |                                  |
| Esgrima               | 2               | Ágela Espinosa                                                           | Espada                           |
| Esgrima               | 2               | Diana Rodríguez, Ana María Castrillón, Ángela Espinossa y Natalia Lozano | Espada equipo                    |
| Patinaje artístico    | 2               |                                                                          |                                  |
| Patinaje artístico    | 2               | Nataly Otálora                                                           | Libre mujeres                    |
| Patinaje artístico    | 2               | Viviana Osorio                                                           | Solo danza mujeres               |
| Tiro olímpico         | 2               |                                                                          |                                  |
| Tiro olímpico         | 2               | Trap hombres                                                             | Nicolás Tordecilla               |
| Tiro olímpico         | 2               | Equipo trap                                                              | Nicolás Tordecilla y Danilo Caro |
| Taekwondo             | 2               |                                                                          |                                  |
| Taekwondo             | 2               | Dorís Patiño                                                             | 57 kg                            |
| Taekwondo             | 2               | Sandra Venegas                                                           | 73 kg                            |
| Canotaje              | 1               |                                                                          |                                  |
| Canotaje              | 1               | Aura Escamilla y Tatiana Muñoz                                           | K-2 500 metros                   |
| Fútbol                | 1               |                                                                          |                                  |
| Fútbol                | 1               | Equipo fútbol                                                            | Torneo                           |
| Tenis de mesa         | 1               |                                                                          |                                  |
| Tenis de mesa         | 1               | Paula Medina                                                             | Sencillos                        |
| Esquí acuático        | 1               |                                                                          |                                  |
| Esquí acuático        | 1               | Ángela Delgado                                                           | Figuras                          |
| Total                 | 144             |                                                                          |                                  |